# اتیل‌وانیلین
اتیل‌وانیلین (به انگلیسی: Ethylvanillin) یک ترکیب شیمیایی با شناسه پاب‌کم ۸۴۶۷ است. شکل ظاهری این ترکیب، جامد بی‌رنگ است.